# Expedice 15
Expedice 15 byla patnáctá posádka dlouhodobě obývající Mezinárodní vesmírnou stanici (ISS). Dohromady byli v posádce čtyři lidé, ale po velkou část trvání na palubě ISS pouze tři. Během Expedice 15 byla dvakrát rozšířena strukturální páteř (Integrated Truss Structure) stanice. Mise STS-117 měla na starosti nainstalování nosníků S3/S4, posádka STS-118 pak nosník S5.
Palubní inženýrka Sunita Williamsová byla členkou první části Expedice 15. Byla účastnicí již Expedice 14, dokud velitel Fjodor Jurčichin nepřevzal velení na stanici. Williamsová dorazila na ISS 11. prosince 2006 na palubě raketoplánu Discovery při letu STS-116. Jurčichin a palubní inženýr Oleg Kotov přiletěli dne 9. dubna 2007 na palubě Sojuz TMA-10. Dne 26. dubna 2007 NASA oznámila, že Williamsová se vrátí na Zemi s letem STS-117 na palubě Atlantisu, namísto plánovaného letu STS-118. Williamsovou nahradil Clayton Anderson, který přiletěl s Atlantisem dne 10. června. Expedice 15 skončila oficiálně poté, co velitelka Expedice 16 Peggy Whitsonová přiletěla na palubě Sojuz TMA-11 a převzala velení v pátek 19. října 2007.

## Posádka

### První část (duben až červen 2007)
- Fjodor Jurčichin (2), velitel, Roskosmos (RKK Eněrgija)
- Oleg Kotov (1), palubní inženýr 1, Roskosmos (CPK)
- Sunita Williamsová (1), palubní inženýr 2, NASA

### Druhá část (červen až říjen 2007)
- Fjodor Jurčichin(2), velitel, Roskosmos (RKK Eněrgija)
- Oleg Kotov (1), palubní inženýr 1, Roskosmos (CPK)
- Clayton Anderson (1), palubní inženýr 2, NASA

V závorkách je uveden dosavadní počet letů do vesmíru včetně této mise.

## Záložní posádka
- Roman Romaněnko, velitel, Roskosmos (CPK)
- Michail Kornijenko, palubní inženýr 1, Roskosmos (RKK Eněrgija)
- Gregory Chamitoff, palubní inženýr 2, NASA (za Andersona)